# Jan Młodożeniec

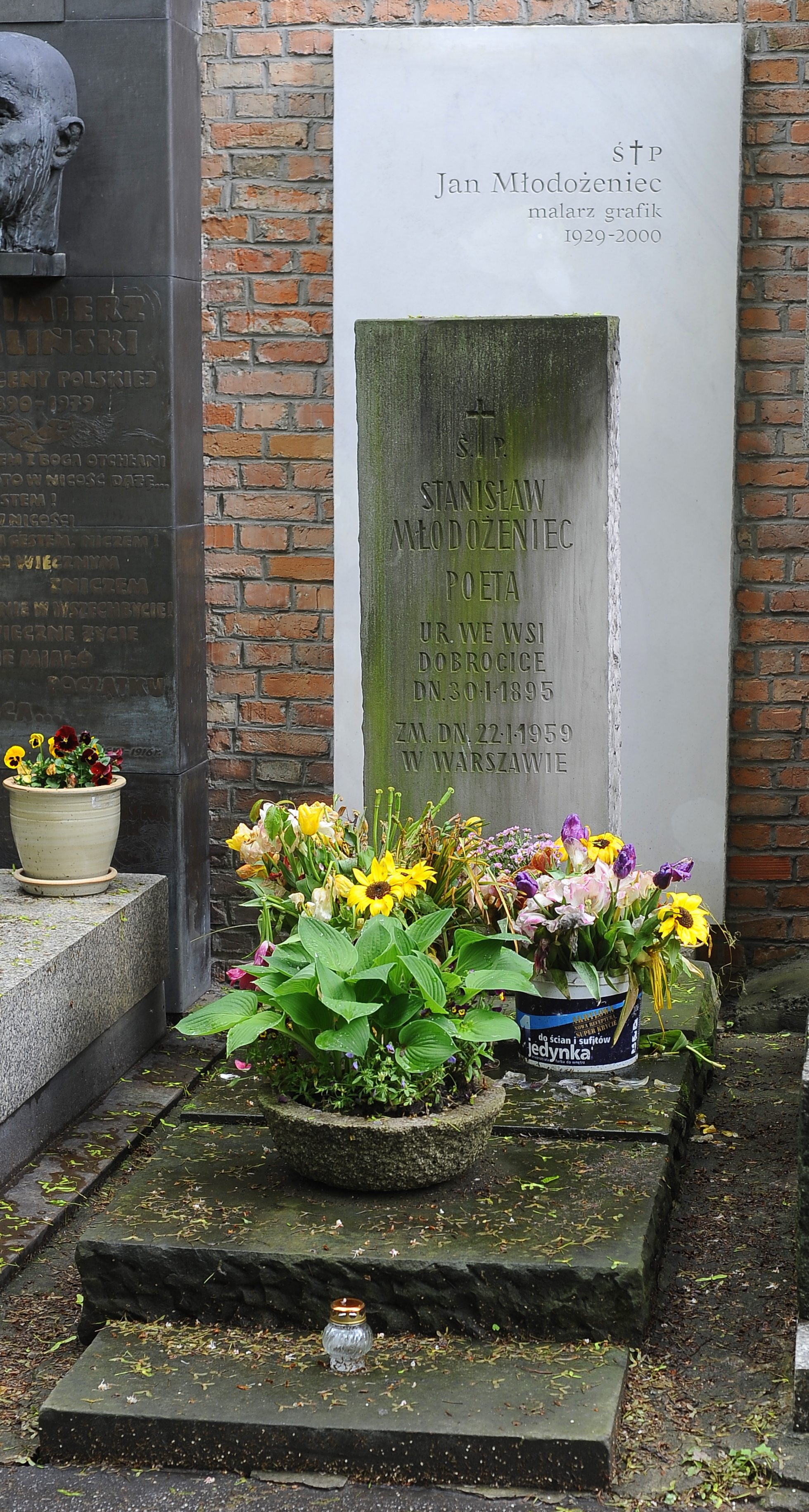
Grób Jana Młodożeńca na cmentarzu Powązkowskim

Jan Młodożeniec (ur. 8 listopada 1929 w Warszawie, zm. 12 grudnia 2000 tamże) – polski grafik; zajmował się grafiką użytkową, w tym zwłaszcza plakatem i grafiką książkową; jeden z najwybitniejszych przedstawicieli polskiej szkoły plakatu; malarz.

## Życiorys
Jan Młodożeniec był synem Stanisława Młodożeńca, poety, i Wandy Młodożeniec z domu Arlitewicz (1901–1971), malarki. W 1948 roku ukończył Państwowe Gimnazjum i Liceum im. Stefana Batorego w Warszawie. W latach 1948–1955 odbył studia w Akademii Sztuk Pięknych w Warszawie, na Wydziale Grafiki, w katedrze grafiki i plakatu prof. Henryka Tomaszewskiego.
Od 1953 projektował plakaty i grafiki, współpracując z wydawnictwami: Czytelnik, Iskry, Wydawnictwem Artystyczno-Graficznym,  centralą Wynajmu Filmów oraz teatrami i muzeami. Zdaniem krytyków sztuki jego prace wyróżniały: bogata, żywa kolorystyka, humor i umiejętność zamknięcia tematu pracy w jednym znaku.
Tworzył projekty plakatów filmowych (m.in. Dawno temu w Ameryce, Ojciec chrzestny, Gremliny Rozrabiają, Wielki Gatsby), teatralnych (do sztuk Czechowa, Fredry, Wyspiańskiego), z okazji wydarzeń kulturalnych (X Zamojskie Lato Teatralne, wystawy plakatów, grafiki) reklamowych oraz okładek książek (Stanisław Młodożeniec Kreski i futureski, Agnieszka Osiecka Szpetni czterdziestoletni, Witold Gombrowicz Trans-Atlantyk).
W 1962 odbyła się jego pierwsza wystawa indywidualna w warszawskiej Galerii Kordegarda, później w Wiedniu (1964), Pradze (1966), Poitiers (1968). W ciągu całego życia Jan Młodożeniec miał ponad 40 wystaw indywidualnych.
W latach 1962–2000 brał udział w wielu wystawach polskiego plakatu w kraju i za granicą, w Międzynarodowych Biennale Plakatu w Warszawie, USA, Toyamie. Od 1974 był członkiem Alliance graphique internationale.
Pochowany został w alei zasłużonych (grób 93) na cmentarzu Powązkowskim w Warszawie.
Laureat licznych nagród, m.in.:
- srebrny medal na IBA w Lipsku (1965, 1985);
- Nagroda Polskiego Towarzystwa Wydawców Książek za wybitne osiągnięcia w kształtowaniu szaty graficznej książek (1978);
- złoty medal na VIII Międzynarodowym Biennale Plakatu w Warszawie (1980);
- I nagroda na Biennale Plakatu w Lahti (1983);
- Nagrody Roku w konkursie na Najlepszy Plakat Warszawy (1965, 1966, 1970, 1972, 1973, 1979, 1981, 1983, 1985, 1989);

Jego prace są w kolekcjach m.in.:
- Stedelijk Museum w Amsterdamie;
- Kunstbibliothek w Berlinie;
- Biblioteque Forney w Paryżu;
- Morawskiej Galerii w Brnie;
- Museum of Modern Art w Toyamie;
- Museum of Modern Art w Nowym Jorku;

Po jego śmierci we Wrocławiu w 2001 odbyła się wystawa monograficzna.
Był ojcem grafika Piotra i malarza Stanisława.